# Lars Hörnberg
Lars Bo Hörnberg, född 22 februari 1948 i Bollnäs, Gävleborgs län, är en svensk pastor, bibellärare och missionär. Han är grundare av barnhjälpsorganisationen Caminul Felix.

## Tiden i Sverige
Lars Hörnberg föddes i Bollnäs som son till en av Pingströrelsens mest namnkunniga pastorer Bo Hörnberg och banktjänstemannen Ulla Hörnberg, ogift Redberger. Han gick på bibelskola i Stockholm, studerade sedan teologi på Southern College i Costa Mesa i Kalifornien samt verkade som pastor från 20 års ålder i Örnsköldsvik, Jönköping, Malmö och Falköping. Han var under sju år bibellärare i Malmö och undervisade även vid pingströrelseägda Mariannelunds folkhögskola i Småland. Han reste också och predikade i Sovjetunionen, Polen, Ungern, Sydamerika och Afrika.

## Tiden i Rumänien
I samband med Rumäniens diktator Nicolae Ceaușescu avsattes 1989 uppdagades svåra missförhållanden i rumänska barnhem. Några veckor efter statsomvälvningen reste makarna Hörnberg till landet och inom kort hade paret sju föräldralösa eller åsidosatta barn hemma i sin lilla lägenhet i Rumänien.
Lars Hörnberg hade tidigare tillsammans med hustrun Linda Hörnberg haft mängder av möten i Rumänien, men 1989 bytte de inriktning från ”andlig kyrkverksamhet” till ”andlig barnverksamhet”, som Lars Hörnberg formulerat sig i en intervju i dagstidningen Dagen. De etablerade Caminul Felix år 1992, en barnby utanför staden Oradea. Visionen var att ge hemlösa barn en riktig hemmiljö, med föräldrar som var engagerade och tog hand om dem tills de var vuxna.
Verksamheten ryms i dag under Caminul Felix International och har även inriktat sig på Thailand och Afrika.

## Familj
Lars Hörnberg var 1970–1984 gift med sångerskan Ingamay Hörnberg (född 1948) och från 1985 med sångerskan Linda Hutchens (1949–2005). Enda barnet, sonen Jesper Hörnberg (född 1973), deltar i hjälpverksamheten i Kenya.